# معركة سنتينوم
كانت معركة سنتيوم (295 قبل الميلاد) معركة حاسمة في الحرب السامنية الثالثة ودارت بالقرب من سنتيوم (قرب ساسوفيراتو الحديثة وسط شرق إيطاليا) والتي تمكن الرومان فيها من التغلب على تحالف هائل من السامنيين والأتروسكان والأومبريين وحلفائهم الغاليين. كانت النتيجة نصرًا حاسمًا لروما مكنها من توحيد مركز إيطاليا تحت سيطرتها.